# Tetraleurodes submarginata
Tetraleurodes submarginata és un hemípter del gènere Tetraleurodes de la família dels Aleiròdids.
L'espècie va ser descrita científicament per primera vegada per Dumbleton el 1961.